# Кипенко Володимир Іванович
Володи́мир Іва́нович Кипе́нко (нар. 2 січня 1924 — пом. 28 березня 1944) — радянський військовик часів Другої світової війни, стрілець 384-го окремого батальйону морської піхоти (Одеська військово-морська база Чорноморського флоту), червонофлотець. Учасник миколаївського десанту під командуванням К. Ольшанського. Герой Радянського Союзу (1945).

## Життєпис
Народився 2 січня 1924 року в районному центрі Одеської округи селі Біляївка (тепер місто, центр громади) в родині робітника. Українець. Здобув неповну середню освіту. Працював на Біляївській МТС. Член ВЛКСМ.
З початком німецько-радянської війни вступив до винищувального батальйону, у складі якого брав участь у обороні Одеси. До лав РСЧФ вступив у 1941 році. Брав участь у бойових діях на Керченській ділянці фронту, у десантних операціях до міст Новоросійська, Маріуполя, Осипенко. Двічі був поранений.
Особливо відзначився під час десантної операції в місті Миколаєві. В ніч з 25 на 26 березня 1944 року в складі десантного загону під командуванням старшого лейтенанта Костянтина Ольшанського на рибальських човнах переправився через Бузький лиман і висадився в Миколаївському порту з метою порушити бойове управління супротивника, перерізати комунікації і завдати удару по ворожій обороні з тилу, тим самим сприяючи наступу Червоної армії. Зайнявши оборону в районі портового елеватора, протягом двох діб десантники вели нерівний бій з переважаючими силами супротивника, відбивши 18 атак і знищивши понад 700 німецьких солдатів і офіцерів.
Загинув 28 березня 1944 року під час бою. Похований у братській могилі в центрі міста Миколаєва.
На честь Кипенка названа одна із вулиць його рідного міста — Біляївки.

## Нагороди
Указом Президії Верховної Ради СРСР від 20 квітня 1945 року за зразкове виконання бойових завдань командування на фронті боротьби з німецько-фашистськими загарбниками та виявлені при цьому відвагу і героїзм, червоноармійцеві Кипенку Володимирі Івановичу присвоєне звання Героя Радянського Союзу (посмертно).
Також був нагороджений орденом Леніна (20.04.1945) і медаллю «За оборону Одеси» (26.09.1943).